# Adhavan Rajamohan
Adhavan Rajamohan (Spånga, 21 febbraio 1993) è un calciatore singalese con cittadinanza svedese, attaccante dell'IFK Haninge.

## Carriera

### Club
Cresciuto nel settore giovanile dell'AIK, nel 2013 viene acquistato dall'Akropolis, squadra con la quale, nel corso degli anni, scala la piramide del calcio svedese, dalla quarta alla seconda divisione. Poco prima dell'inizio della stagione 2021, viene ingaggiato dal Degerfors, formazione militante nell'Allsvenskan. Esordisce in quest'ultima categoria in data 26 aprile, nell'incontro vinto per 3-2 sul campo dell'IFK Göteborg.

### Nazionale
Nel 2023 ha esordito con la nazionale singalese.

## Statistiche

### Presenze e reti nei club
Statistiche aggiornate al 23 agosto 2022.
| Stagione         | Squadra          | Campionato       | Campionato | Campionato | Coppe nazionali | Coppe nazionali | Coppe nazionali | Coppe continentali | Coppe continentali | Coppe continentali | Altre coppe | Altre coppe | Altre coppe | Totale | Totale |
| Stagione         | Squadra          | Comp             | Pres       | Reti       | Comp            | Pres            | Reti            | Comp               | Pres               | Reti               | Comp        | Pres        | Reti        | Pres   | Reti   |
| ---------------- | ---------------- | ---------------- | ---------- | ---------- | --------------- | --------------- | --------------- | ------------------ | ------------------ | ------------------ | ----------- | ----------- | ----------- | ------ | ------ |
| 2013             | Akropolis        | D2               | 19         | 1          | CS              | 2               | 0               |                    | -                  | -                  |             | -           | -           | 21     | 1      |
| 2014             | Akropolis        | D2               | 25         | 10         | CS              | 1               | 0               |                    | -                  | -                  |             | -           | -           | 26     | 10     |
| 2015             | Akropolis        | D1               | 22         | 3          | CS              | 2               | 0               |                    | -                  | -                  |             | -           | -           | 24     | 3      |
| 2016             | Akropolis        | D1               | 22         | 4          | CS              | 1               | 0               |                    | -                  | -                  |             | -           | -           | 23     | 4      |
| 2017             | Akropolis        | D1               | 18+2       | 5+0        | CS              | 2               | 1               |                    | -                  | -                  |             | -           | -           | 22     | 6      |
| 2018             | Akropolis        | D1               | 30         | 5          | CS              | 2               | 0               |                    | -                  | -                  |             | -           | -           | 32     | 5      |
| 2019             | Akropolis        | D1               | 28         | 19         |                 | -               | -               |                    | -                  | -                  |             | -           | -           | 28     | 19     |
| 2020             | Akropolis        | S1               | 21         | 6          | CS              | 1               | 2               |                    | -                  | -                  |             | -           | -           | 22     | 8      |
| Totale Akropolis | Totale Akropolis | Totale Akropolis | 185+2      | 53+0       |                 | 11              | 3               |                    | -                  | -                  |             | -           | -           | 198    | 56     |
| 2021             | Degerfors        | A                | 10         | 0          | CS+CS           | 3+1             | 0               |                    | -                  | -                  |             | -           | -           | 14     | 0      |
| 2022             | Degerfors        | A                | 15         | 0          | CS              | 2               | 0               |                    | -                  | -                  |             | -           | -           | 17     | 0      |
| Totale carriera  | Totale carriera  | Totale carriera  | 212        | 53         |                 | 17              | 3               |                    | -                  | -                  |             | -           | -           | 229    | 56     |

## Palmarès

### Club

#### Competizioni nazionali
- Division 1: 1

Akropolis: 2019 (Norra)
- Division 2: 1

IFK Haninge: 2024 (Södra Svealand)